# 相振
相振（？—？），浙江金华县人，明朝政治人物、進士出身。
明朝洪武二十四年，登進士，后授行人司副，晋升為河南布政使司左参议。